# Makrokylindrus lomakinae
Makrokylindrus lomakinae är en kräftdjursart som beskrevs av Mihai Bacescu 1962. Makrokylindrus lomakinae ingår i släktet Makrokylindrus och familjen Diastylidae. Inga underarter finns listade i Catalogue of Life.